# 焦村镇 (宁县)
焦村镇，是中华人民共和国甘肃省庆阳市宁县下辖的一个乡镇级行政单位。
2013年，甘肃省民政厅批复同意撤销焦村乡，设立焦村镇。

## 行政区划
焦村镇下辖以下地区：
红光社区、西尚村、长官村、周郭村、高尉村、朱寨村、森王村、西卜村、樊浩村、半个城村、桌子头村、街上村、任村、王庄村、西李村、下个村、玉村、张斜村、宫刘村、吝店村、西沟村、三里塬村、王咀村、坳马村和袁马村。